# Judd
Pour les articles homonymes, voir Judd (homonymie).

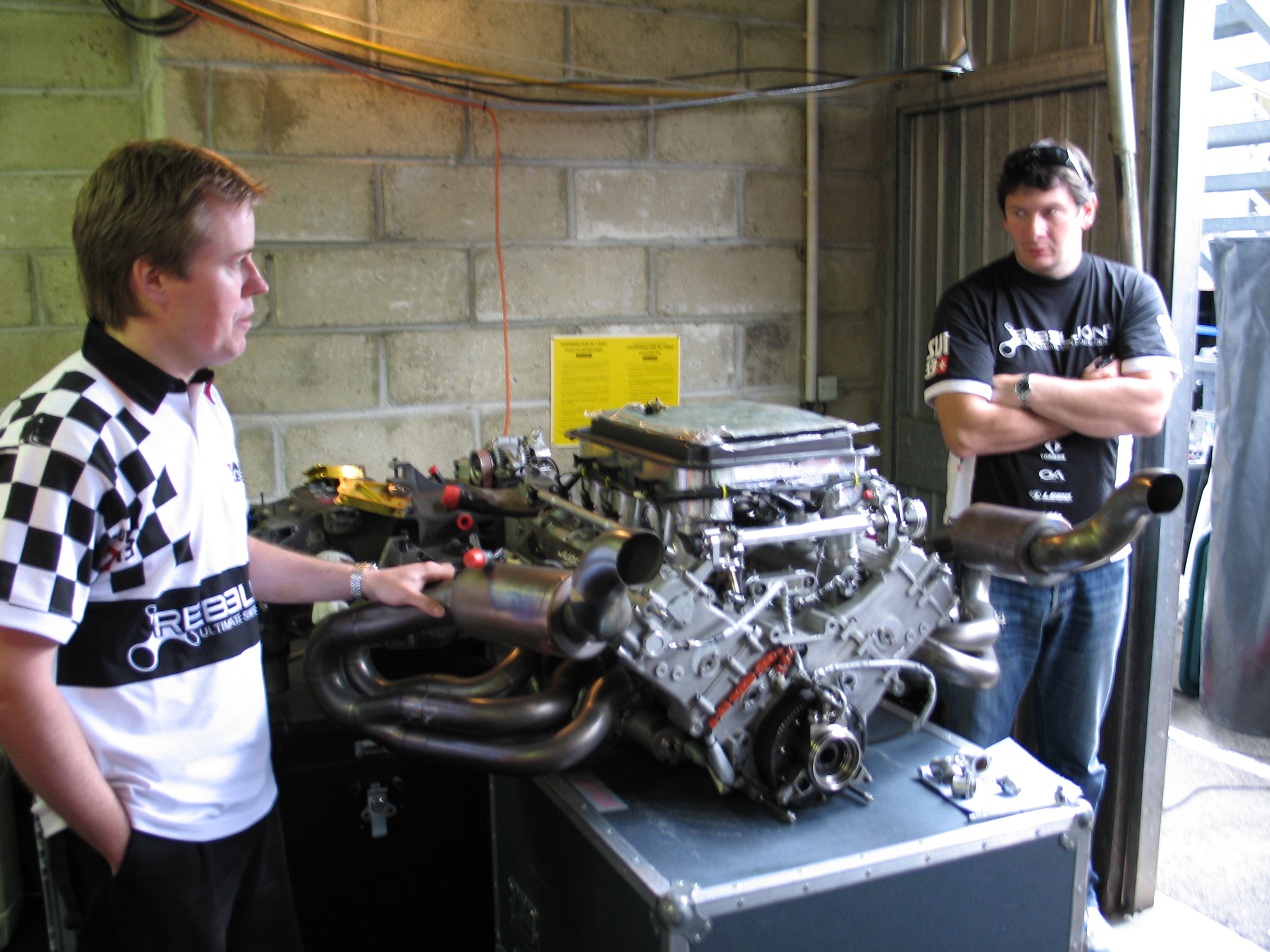
Moteur Judd DB V8 du Speedy Racing Team Sebah engagé aux 24 Heures du Mans 2009.

Judd est une société d'ingénierie automobile britannique, créée en 1988 par John Judd, spécialisée dans la compétition automobile de haut niveau.
Judd a conçu ou préparé des moteurs destinés à la Formule 1, Formule 2, Formule 3, Formule 3000, Indycar et aux courses d'endurance. Après avoir notamment motorisé les prototypes LMP1 de l'équipe Pescarolo Sport, les moteurs Judd équipent les Ligier JS P2 engagées par Krohn Racing aux 24 Heures du Mans 2015.

## Moteurs engagés en Formule 1

### Judd CV
Moteur engagé en 1988 et 1989.
- 8 cylindres en V à 90°, 3 500 cm3
- Poids : 127 kg
- Régime maximal : 11 000 tr/min
- Longueur : 540 mm
- Largeur : 545 mm
- Hauteur : 665 mm
- Puissance : 600 ch

### Judd EV
Moteur engagé en 1989, 1990 et 1991.
- 8 cylindres en V à 72°, 3 500 cm3
- Poids : 125 kg
- Régime maximal : 12 500 tr/min
- Longueur : 555 mm
- Largeur : 525 mm
- Hauteur : 615 mm
- Puissance : 640 ch

### Judd GV
Moteur engagé en 1991 et 1992.
- 10 cylindres en V à 72°, 3 496 cm3
- Poids : 130 kg
- Régime maximal : 13 500 tr/min
- Longueur : 622,5 mm
- Largeur : 417 mm
- Hauteur : 555 mm
- Puissance : 750 ch

### Judd GV «Yamaha»

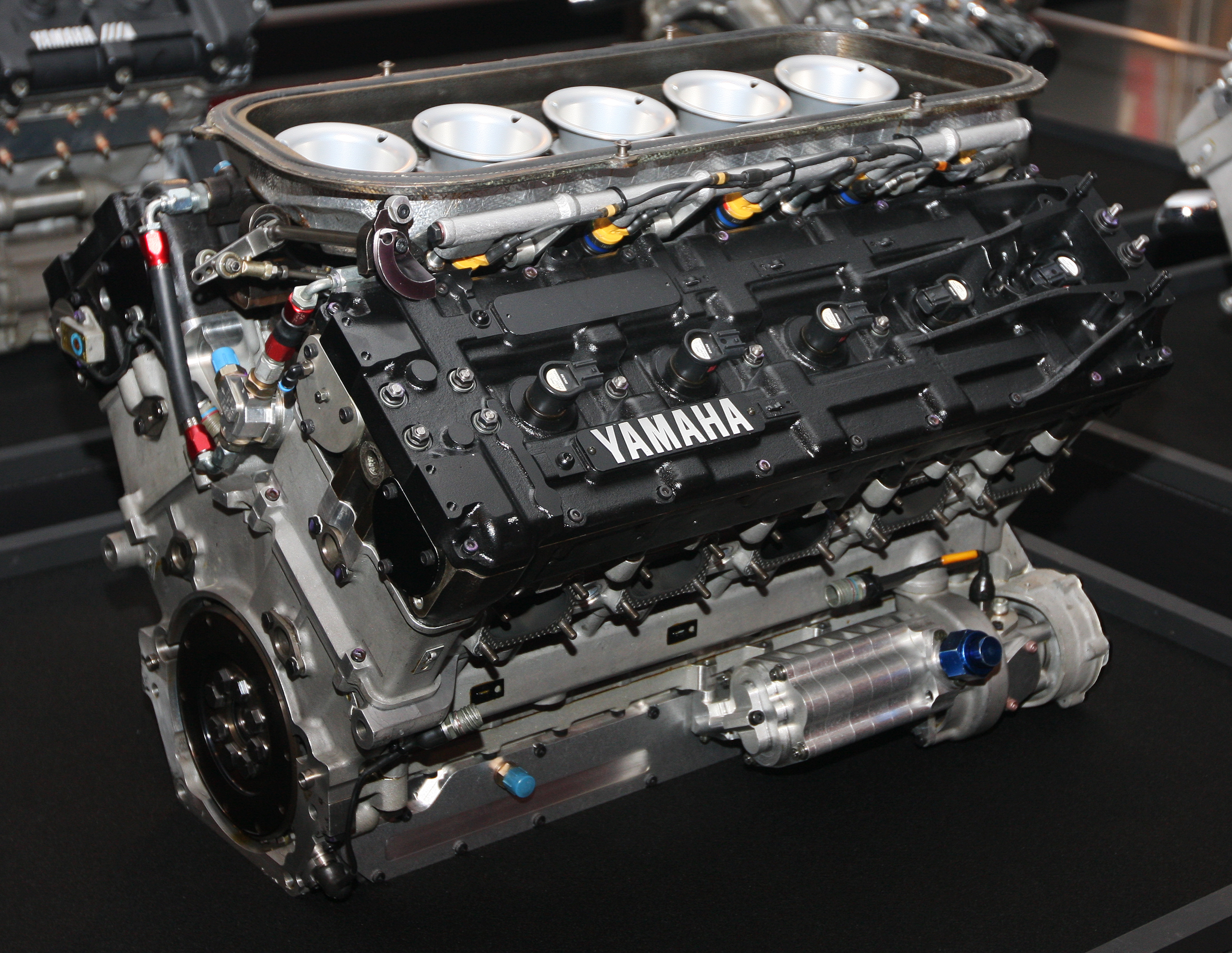
Judd GV rebadgé Yamaha

Moteur engagé sous le nom Yamaha OX 10 A en 1993 et 1994.
- 10 cylindres en V à 72°, 3 498 cm3
- Poids : 130 kg
- Régime maximal : 13 800 tr/min (1993), 13 300 tr/min (1994)
- Longueur : 622,5 mm
- Largeur : 417 mm
- Hauteur : 555 mm
- Puissance : 750 ch

### Judd HV «Yamaha»
Moteur engagé sous le nom Yamaha OX 10 C en 1995.
- 10 cylindres en V à 72°, 2 996 cm3
- Poids : 130 kg
- Régime maximal : 13 300 tr/min
- Longueur : 622,5 mm
- Largeur : 417 mm
- Hauteur : 555 mm
- Puissance : 680 ch

### Judd JV «Yamaha»

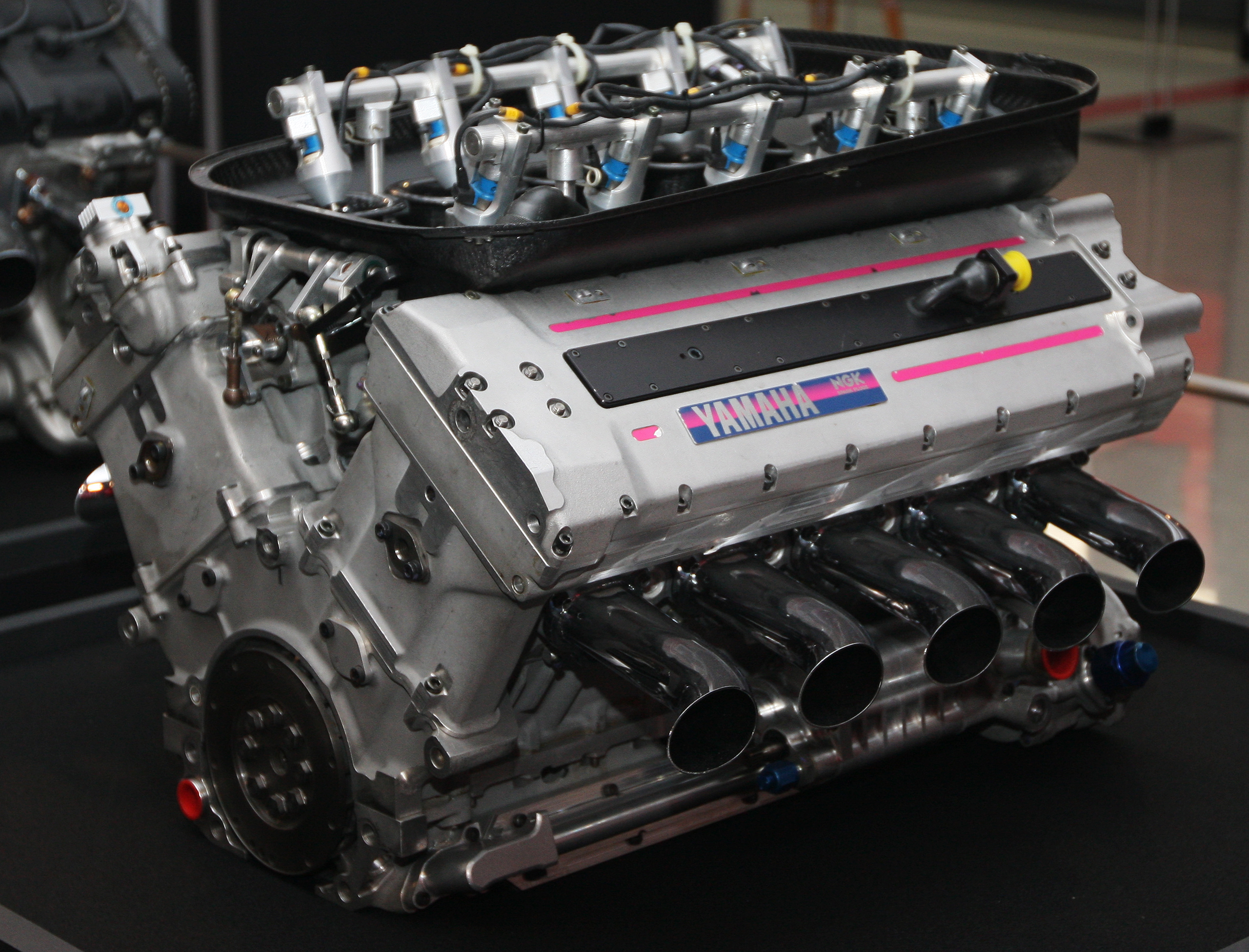
Judd JV rebadgé Yamaha

Moteur engagé sous le nom Yamaha OX 11 A en 1996 et 1997.
- 10 cylindres en V à 72°, 2 996 cm3
- Poids : 105 kg
- Régime maximal : 13 800 tr/min (1996), 14 000 tr/min (1997)
- Longueur : 570,25 mm
- Largeur : 385 mm
- Hauteur : 511 mm
- Puissance : 690 ch (1996), 700 ch (1997).

## Moteurs engagés en Endurance

### Judd GV
Moteur engagé en 1992 puis de 1999 à 2011.
- 10 cylindres en V à 72°, 4 995 cm3
- Poids : 121 kg
- Régime maximal : 7 100 tr/min
- Longueur : 622,5 mm
- Largeur : 569 mm
- Hauteur : 411 mm
- Puissance : 550 ch

### Judd DB
Moteur engagé de 2008 à 2012.
- 8 cylindres en V à 90°, 3 397 cm3
- Poids : 118 kg
- Régime maximal : 10 000 tr/min
- Longueur : 516 mm
- Largeur : 633 mm
- Hauteur : 533 mm
- Puissance : 520 ch

### Judd HK
Moteur engagé depuis 2011.
- 8 cylindres en V à 90°, 3 597 cm3
- Poids : 145 kg
- Régime maximal : 10 000 tr/min
- Longueur : 584 mm
- Largeur :
- Hauteur :
- Puissance : 510 ch

## Écuries de F1 ayant couru avec un Judd
- Ligier : 1988
- Williams : 1988
- March : 1988, 1989, 1990
- Lotus : 1989, 1991
- Eurobrun Racing : 1990
- March : 1990
- Life : 1990
- Brabham : 1989, 1990, badgé -Yamaha en 1991, 1992
- Scuderia Italia : 1991
- Jordan Grand Prix : badgé Yamaha en 1992
- Andrea Moda Formula : 1992
- Tyrrell Racing : 1993, 1994,1995, badgé Yamaha en 1996
- Arrows : badgé -Yamaha  en 1997